# Kindervrij
Kindervrij, kindvrij, bewust kinderloos of vrijwillig kinderloos is een aanduiding voor iemand die ervoor gekozen heeft geen kinderen te krijgen door zwangerschap te voorkomen.

## Terminologie
De term 'kindervrij' betreft vrijwillige kinderloosheid, niet onvrijwillige. Dat verschil is belangrijk: er zijn immers veel kinderlozen met een sterke kinderwens die actief proberen kinderen te krijgen. Zij worden ook wel ongewenst kinderloze vrouwen ('OK-vrouwen') of ongewenst kinderloze mannen ('OK-mannen') genoemd. Iemand die ongewenst kinderloos is, is dus niet 'kindervrij'.
Kindervrije mensen zijn niet per se antinatalisten; ze kunnen hun eigen geboorte of de geboorte van andere kinderen aanvaarden zonder zelf kinderen te willen verwekken of baren. Wel zijn veel kindervrije mensen voorstander van geboortebeperking om ecologische redenen en willen hieraan bijdragen door zelf geen kinderen te nemen.

## Redenen
Er is een verscheidenheid aan redenen die kindervrije mensen aanvoeren voor hun keuze om geen kinderen te nemen. Niet iedereen heeft dezelfde redenen en voor sommige mensen is de keuze niet zwart-wit, maar wegen de voordelen van kinderen hebben niet op tegen de nadelen.

Geen kinderen nemen is verreweg de beste manier waarop een individu zijn ecologische voetafdruk kan beperken.

- Men wil niet bijdragen aan overbevolking omdat overbevolking grote milieu- en klimaatproblemen veroorzaakt zoals voedseltekorten, vluchtelingencrises, etnische spanningen en afname van de biodiversiteit[1][3][2]
- Men wil geen vrije tijd en bewegingsvrijheid opofferen aan het opvoeden en verzorgen van kinderen[1][4][2]
- Men wil niet zo veel geld besteden aan het opvoeden en verzorgen van kinderen[3] (volgens het CBS en het Nibud kost een kind gemiddeld 17% van het besteedbaar inkomen en in totaal 120.000 euro (2019) van geboorte tot 18 jaar[5][6])
- Men kan als kindvrije burger een deel van de vrijgekomen tijd en het vrijgekomen geld (inclusief nalatenschap) investeren in maatschappelijk zinvolle zaken zoals goede doelen.[2]
- Men heeft genoeg aan vriendschappen en relaties met volwassenen[1]
- Men wil het woon- en werkleven niet onderbreken of verstoren[1]
- Men wil carrière kunnen maken en dat is met name als moeder erg moeilijk[1][3]
- Men wil de relatie met de partner niet verstoren[1][3]
- Men kan door voorbehoedsmiddelen genieten van seks zonder zwangerschap[1][3][4]
- Men voelt geen behoefte om zich voort te planten, de stamboom voort te zetten, het eigen DNA door te geven, 'miniatuurversies van zichzelf' te maken[4][3][2]
- Men ziet het krijgen van kinderen niet per se als een 'teken van succes', met name voor mannen[3]
- Men is als kind seksueel misbruikt door de eigen ouders, is bang om dat de eigen kinderen ook aan te doen en besluit daarom af te zien van kinderen[7]
- Men worstelt met pedofiele gedachten of heeft een partner die daarmee worstelt, is bang om dat de eigen kinderen aan te doen en besluit af te zien van kinderen[8]
- Men ziet op tegen zwangerschap of wil dat de partner niet aandoen[1][2]
- Men wil geen erfelijke ziekten aan kinderen doorgeven[1]
- Men wil geen kinderen krijgen die men misschien niet zal kunnen liefhebben[1]
- Men wil niet de verantwoordelijkheden van ouderschap hoeven dragen[1][4]
- Men vermoedt niet over de juiste eigenschappen te beschikken om het ouderschap te vervullen[1]
- Men wil geen jarenlang verstoorde nachtrust oplopen door 's nachts huilende kinderen[1][4][3]
- Men vindt (het gedrag van) (kleine) kinderen vervelend, storend, raar of niet interessant[1]
- Men vindt kinderen van anderen op zich wel leuk maar zou ze niet zelf willen hebben[2]
- Men vermoedt dat als het kind gehandicapt is of wordt, men de zorg voor het kind niet aan zou kunnen[1]
- Men heeft een partner die al kinderen uit een vorige relatie heeft en heeft daarom niet de behoefte om zelf nog meer kinderen voort te brengen[1]
- Men vindt niet dat anderen kunnen bepalen dat men kinderen zou moeten krijgen[1][4]
- Men kiest ervoor af te zien van kinderen naar aanleiding van ouders die zeggen spijt te hebben van hun keuze voor kinderen[1][3][2]
- Men 'mist' niets aan kinderen hebben zolang men niet weet hoe het is om ze te hebben[2]
- Men kan ook kinderen van anderen 'opvoeden tot gelukkige en empathische wezens' (bijvoorbeeld als onderwijzer of babysitter) zonder zelf een ouder te zijn[2]
- Men kan ook bijdragen aan het welzijn van mensen die al leven in plaats van er zelf nog meer bij te maken[2]
- Men heeft, mede vanwege een leven in een verzorgingsstaat, geen behoefte aan financiële of andere ondersteuning als men ouder wordt aan kinderen die in hun oude dag te voorzien of wil kinderen niet met die zorg belasten of wil kinderen niet aandoen dat ze ooit in een situatie zouden komen waarin ze (op te jonge leeftijd) zonder ouders komen te zitten[1][3]

Er rust in veel samenlevingen een stigma op kindvrije mensen. Soms wordt gesteld dat het niet nemen van kinderen egoïstisch zou zijn, waarop kindvrijen tegenwerpen dat men niet egoïstisch kan zijn ten opzichte van kinderen die niet bestaan.

## Statistieken
Wereldwijd blijven vooral hoogopgeleide vrouwen vaker bewust kinderloos.

### België
Uit onderzoek bleek dat in België 11% van de vrouwen en 16% van de mannen tussen 25 en 35 jaar geen kinderen wilde.

### Nederland
|                                                            |                                                |  |     |     |
| Kind belemmert de vrijheid                                 | Kind belemmert de vrijheid                     |  | 54% | 54% |
| Kinderen opvoeden kost te veel tijd en energie             | Kinderen opvoeden kost te veel tijd en energie |  | 35% | 35% |
| Partner wilde geen kinderen                                | Partner wilde geen kinderen                    |  | 28% | 28% |
| Werken en kinderen is moeilijk te combineren               | Werken en kinderen is moeilijk te combineren   |  | 26% | 26% |
| Geen behoefte/ongeschiktheid                               | Geen behoefte/ongeschiktheid                   |  | 23% | 23% |
| Gezondheidsredenen laten geen kinderen toe                 | Gezondheidsredenen laten geen kinderen toe     |  | 18% | 18% |
| Kinderen kosten te veel geld                               | Kinderen kosten te veel geld                   |  | 7%  | 7%  |
| Kinderopvang is moeilijk te regelen                        | Kinderopvang is moeilijk te regelen            |  | 5%  | 5%  |
| Redenen vrijwillige kinderloosheid van Nederlandse vrouwen |                                                |  |     |     |

Volgens een onderzoek van het CBS uit 2004 zijn in Nederland zes op de tien van de kinderloze vrouwen vrijwillig kinderloos. Het toonde aan dat er een correlatie was tussen een hoger opleidingsniveau van vrouwen en hun keuze om kindervrij te zijn en het feit dat vrouwen in de voorgaande decennia steeds beter opgeleid werden was een factor om te verklaren waarom een toenemend aantal vrouwen voor kindervrijheid koos. De twee belangrijkste redenen om geen kinderen te nemen waren dat kinderen hun vrijheid zouden belemmeren en dat het opvoeden van kinderen te veel tijd en energie kost; veel vrouwen die de tweede reden noemden gaven ook de eerste reden op.
Anno 2016 was dat volgens het CBS nog steeds het geval: 20% van de Nederlandse vrouwen was kinderloos, waarvan 60% vrijwillig, zodat 12% van alle Nederlandse vrouwen 'kindervrij' was.
In maart 2017 meldde Trouw dat uit cijfers van het CBS bleek dat 22% van hoogopgeleide 45-jarige mannen kinderloos was en 33% van laagopgeleide 45-jarige mannen. De meesten van hen waren onvrijwillig kinderloos; bij hoogopgeleide mannen was het aantal bewust kinderlozen al vanaf de jaren 1960 toegenomen, bij laagopgeleide mannen (die doorgaans traditioneler opgevoed waren) kwam dat pas in de jaren 2010 steeds vaker voor.
In maart 2020 meldde Quest dat uit onderzoek van Trouw en het CBS bleek dat in Nederland 10% van de ondervraagde 30-jarige vrouwen uit eigen keuze geen kinderen had genomen en deze ook niet meer verwachtte; verder was 8,5% van de ondervraagde 45-jarige vrouwen en 5,5% van de ondervraagde 60-jarige vrouwen bewust kinderloos gebleven.